# Keston Bledman
Keston Bledman (San Fernando, 8 maart 1988) is een atleet uit Trinidad en Tobago.

## Biografie
Bledman liep in 2008 met zijn ploeggenoten op de 4×100 meter estafette naar de olympische zilveren medaille achter Jamaica.
Vier jaar later was er wederom een olympische zilveren medaille gewonnen achter Jamaica op de 4×100 meter estafette.
De Jamaicaan Nesta Carter werd in 2017 betrapt op het gebruik van methylhexanamine tijdens de spelen van 2008. Het Internationaal Olympisch Comité nam Jamaica de gouden medaille af en kende deze toe aan Trinidad en Tobago.
Op 31 augustus 2017 werd de olympische zilveren medaille van Bledman definitief opgewaardeerd naar een gouden medaille omdat het Hof van Arbitrage voor Sport het Jamaicaanse beroep verwierp.

## Titels
- Olympisch kampioen 4 x 100 m - 2008

## Persoonlijke records
| Onderdeel | Prestatie | Plaats        | Datum             |
| --------- | --------- | ------------- | ----------------- |
| 100 m     | 9,86 s    | Port of Spain | 23 juni 2012      |
| 200 m     | 20,73 s   | Lappeenranta  | 03 augustus 2008  |
| 4x100m    | 37,93 s   | Daegu         | 04 september 2011 |

## Palmares

### 60 m indoor
- 2018 5e serie 2 WKI - 6,79

### 100 m
- 2006: 7e GS - 10,47 s
- 2007: 5e HF1 P-AS - 10,34 s
- 2007: 6e KF2 WK - 10,33 s
- 2011: 5e HF1 WK - 10,14 s
- 2012: 4e HF1 OS - 10,04 s
- 2013: 3e HF3 WK - 10,14 s
- 2014: 3e HF1 GS - 10,24 s
- 2015: 4e P-AS - 10,12 s
- 2015: 8e serie 3 WK - 10,75 s
- 2016: 5e serie 5 OS - 10,20 s
- 2017: 4e serie 5 WK - 10,26 s
- 2019: 8e P-AS - 10,43 s

### 200 m
- 2006: 8e series 8 GS - 25,57 s

### 4 x 100 m
- 2007: 4e P-AS - 39,23
- 2008:  OS - 38,06 s
- 2009:  WK - 38,43 s (series)
- 2011: 6e WK - 39,01 s
- 2012:  OS - 38,12 s
- 2013: 7e WK - 38,57 s
- 2014:  GS - 38,10 s
- 2015: 7e WR - 38,92 s
- 2015:  P-AS - 38,69 s
- 2016: - OS - DQ finale
- 2015: 4e serie 1 WR - 39,44 s
- 2017: 5e serie 1 WK - 38,61 s
- 2018: - GS - DQ series
- 2019:  P-AS - 38,46 s

1912: Jacobs, Macintosh, d'Arcy, Applegarth ·
1920: Paddock, Scholz, Murchison, Kirksey ·
1924: Clarke, Hussey, Leconey, Murchison ·
1928: Wykoff, Quinn, Borah, Russell ·
1932: Kiesel, Toppino, Dyer, Wykoff ·
1936: Owens, Metcalfe, Draper, Wykoff ·
1948: Ewell, Wright, Dillard, Patton ·
1952: Smith, Dillard, Remigino, Stanfield ·
1956: Murchison, King, Baker, Morrow ·
1960: Cullmann, Hary, Mahlendorf, Lauer ·
1964: Drayton, Ashworth, Stebbins, Hayes ·
1968: Greene, Pender, Smith, Hines ·
1972: Black, Taylor, Tinker, Hart ·
1976: Glance, Jones, Hampton, Riddick ·
1980: Moeravjov, Sidorov, Prokofjev, Aksinin ·
1984: Graddy, Brown, Smith, Lewis ·
1988: Bryzgin, Krylov, Moeravjov, Savin ·
1992: Marsh, Burrell, Mitchell, Lewis ·
1996: Esmie, Gilbert, Surin, Bailey ·
2000: Drummond, Williams, Lewis, Greene ·
2004: Gardener, Campbell, Devonish, Lewis-Francis ·
2008: Bledman, Burns, Callender, Thompson ·
2012: Carter, Frater, Blake, Bolt ·
2016: Powell, Blake, Ashmeade, Bolt ·
2020: Desalu, Jacobs, Patta, Tortu ·
2024: Brown, Blake, Rodney, De Grasse
- World Athletics: 14228969